# كلود وارنر
كلود وارنر (بالإنجليزية: Claude Warner)‏ (31 مارس 1882 في المملكة المتحدة - 29 ديسمبر 1965 في المملكة المتحدة) هو لاعب كريكت بريطاني. لعب مع نادي مقاطعة غلاموركن للكريكت ‏ وCarmarthenshire County Cricket Club ‏.

## وصلات خارجية
- كلود وارنر على موقع إي آس بي آن كريك إنفو (الإنجليزية)